# 디젤 미립자 필터

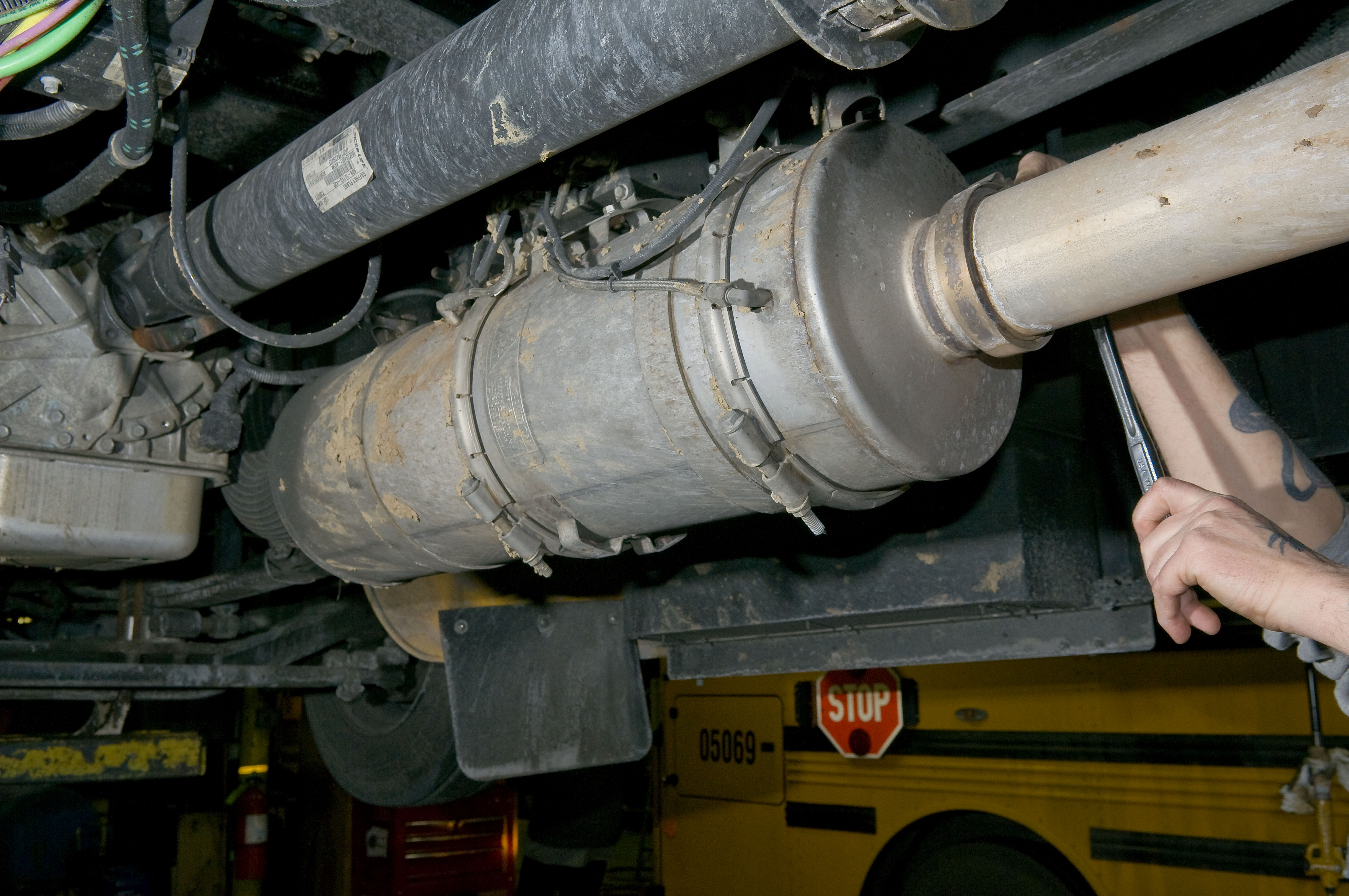
학교 버스의 디젤 미립자 필터

디젤 미립자 필터(Diesel Particulate Filter, DPF) 또는 배기가스 후처리장치는 디젤 엔진의 배기가스에 포함된 디젤미립자물질이나 그을음을 제거하기 위해 설계된 장치이다.

## 안전
2011년 포드는 연료 및 오일 누출로 인해 트럭의 디젤 미립자 필터에 화재가 발생한 후 디젤 엔진을 장착한 F-시리즈 트럭 37,400대를 리콜했다. 리콜 이전에는 잔디 화재가 한 건 발생했지만 부상자는 발생하지 않았다. 2005~2007년형 재규어 S-타입 및 XJ 디젤 차량에 대해서도 유사한 리콜이 발행되었으며, DPF에 다량의 그을음이 갇혔다. 영향을 받은 차량에서는 연기와 화재가 차량 밑면에서 발생했으며 배기 장치 후면에서 화염도 발생했다. 화재로 인한 열은 전송 터널을 통해 내부로 가열되어 내부 구성품을 녹여 잠재적으로 내부 화재를 일으킬 수 있다.

## 같이 보기
- 대기 오염
- 선택적 촉매 환원
- 스모그